# Серена (фильм)
«Серена» (англ. Serena) — фильм режиссёра Сюзанны Бир по одноимённому роману Рона Рэша с Дженнифер Лоуренс и Брэдли Купером в главных ролях. Съёмки проходили в Чехии и Дании, премьера состоялась в 2014 году.

## Сюжет
Действие фильма происходит в период Великой депрессии в Северной Каролине. Жизнь хозяина лесной империи Джорджа Пембертона осложняется после того, как он узнаёт, что его жена Серена не может иметь детей и замышляет убийство незаконнорождённого сына своего супруга.

## В ролях
- Дженнифер Лоуренс — Серена Пембертон[7]
- Брэдли Купер — Джордж Пембертон[7]
- Тоби Джонс — шериф Макдауэлл
- Рис Иванс — Галлоуэй
- Сэм Рид — Вон
- Шон Харрис — Кэмпбелл
- Чарити Уэйкфилд — Агата
- Блейк Ритсон — Лоувенштейн
- Нед Деннехи — Ледбеттер
- Майкл Райан — Колдфилд
- Рэймонд Варинг — кассир
- Кристиан МакКей — банкир
- Марк О’Нил — лесоруб
- Ана Улару — Рэйчел Херманн

## Отзывы
В целом фильм получил смешанные отзывы, но критики высоко оценили актёрские работы — в особенности игру Дженнифер Лоуренс.